# Haplodrassus taibo
Haplodrassus taibo är en spindelart som först beskrevs av Chamberlin 1919.  Haplodrassus taibo ingår i släktet Haplodrassus och familjen plattbuksspindlar. Inga underarter finns listade i Catalogue of Life.